# Chiesa di San Francesco d'Assisi (Galatone)
La chiesa di San Francesco d'Assisi è una chiesa annessa al convento dei Cappuccini situata nel comune di Galatone in provincia di Lecce.

## Storia
La chiesa fu edificata tra la fine del 1599 e la fine del 1600 in posizione adiacente al convento dei frati Cappuccini per volere del duca Cosimo Pinelli e di sua madre Livia Squarciafico, nella quale destinarono una cappella a sepoltura della propria famiglia. 

## Architettura

### Esterno
L'edificio rispecchia le caratteristiche di sobrietà delle chiese degli ordini mendicanti. La facciata, dalle linee essenziali, è priva di qualsiasi elemento decorativo. Unico espediente ornamentale è la lunetta posta a coronamento del portale d'ingresso, all'interno della quale trova spazio la raffigurazione del Transito di San Francesco, e lo stemma dei Pinelli riccamente scolpito in una cornice. Sul finestrone una lapide con iscrizione latina ricorda la costruzione della chiesa. 

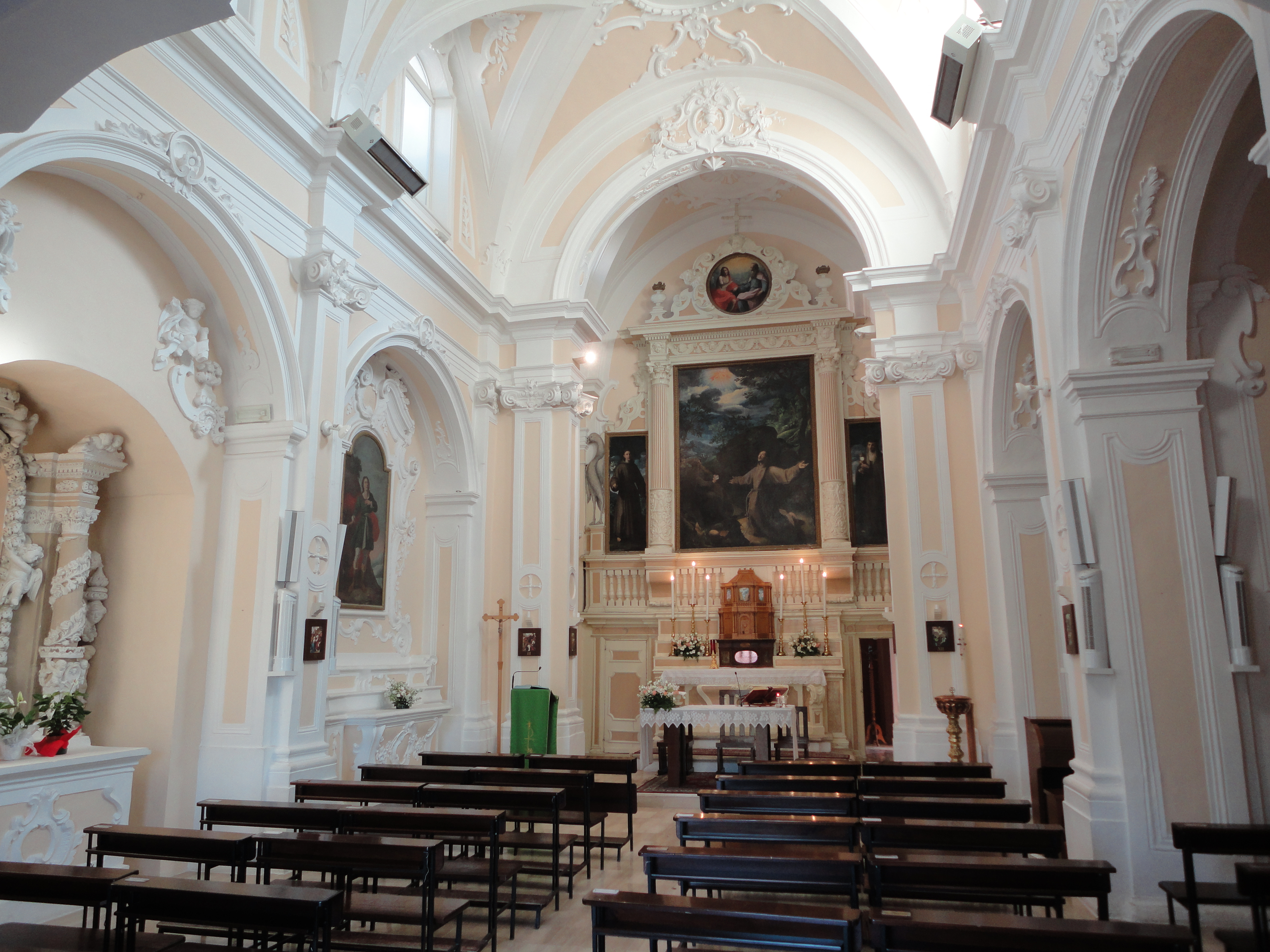
Interno

### Interno

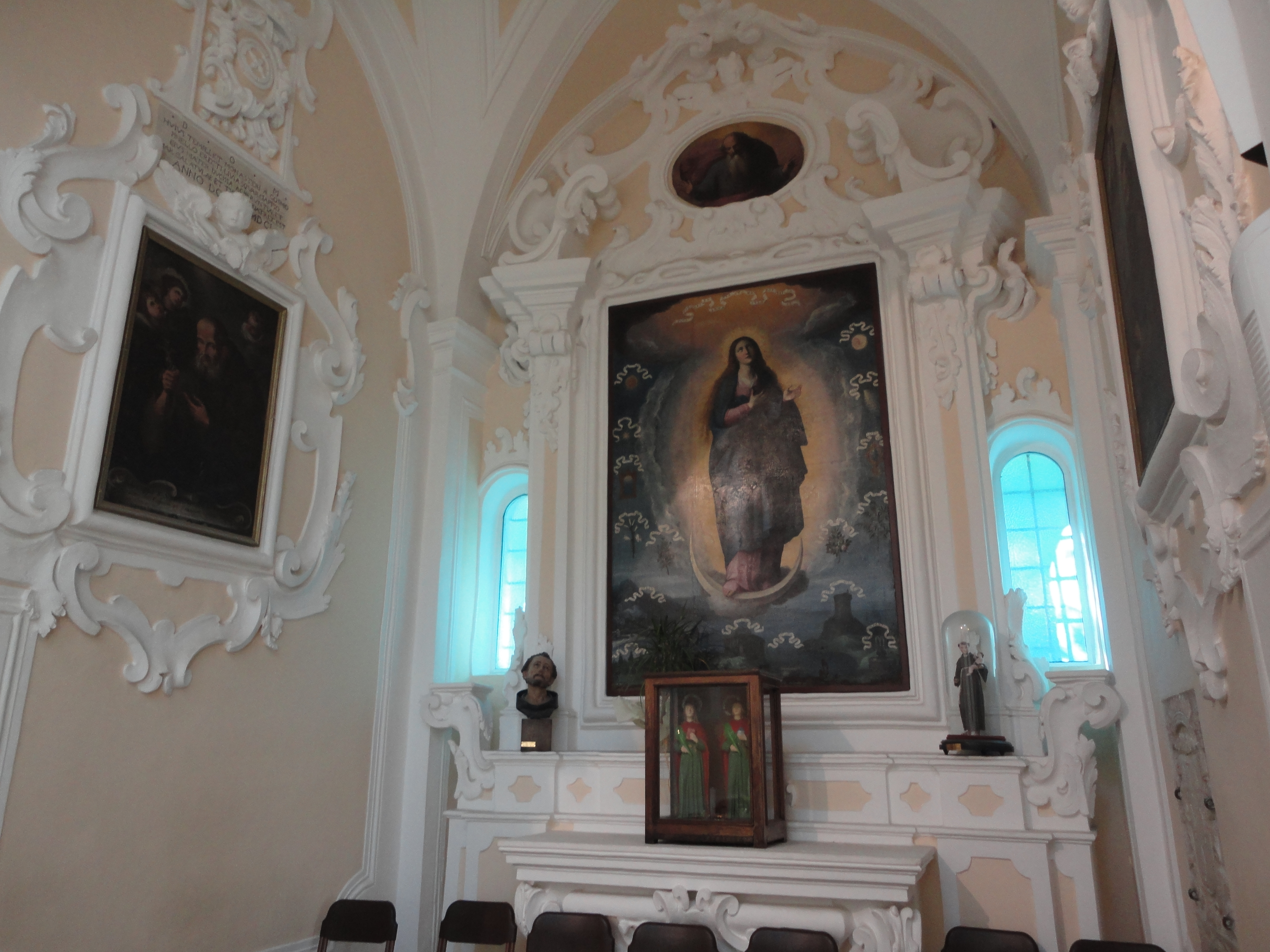
Altare dell'Immacolata

L'interno, costituito da un'unica navata tripartita con archi, è decorato con stucchi barocchi. Sul lato destro si aprono tre cappelloni dedicati all'Immacolata in cui si trovano le sepolture delle famiglie Pinelli - Squarciafico, a sant'Anna e a san Francesco d'Assisi; in quest'ultimo è presente un grande affresco seicentesco raffigurante la Pietà. L'altare maggiore è realizzato in legno e racchiude al centro, sopra una finta balaustra, una tela del pittore napoletano Fabrizio Santafede raffigurante San Francesco d'Assisi che riceve le stigmate sul monte Verna. Ai lati i dipinti di sant'Antonio da Padova e santa Chiara. Un'epigrafe ricorda la consacrazione del tempio avvenuta il 29 novembre 1703 ad opera di Carlo Francesco Giocoli, l'allora arcivescovo di San Severo. Il retroprospetto racchiude il coro pensile che si raggiunge solo dal piano superiore dell'attiguo convento.

### Convento
Di forme architettoniche semplicissime, il convento dispone di diciotto celle al primo piano. Al piano terra un piccolo chiostro con pozzo, cellari, la sagrestia con una tela a forma quadrilobata che raffigura l'Arcangelo Michele che schiaccia il diavolo e un refettorio con tracce di affreschi.